# Dhamnod
Dhamnod è una suddivisione dell'India, classificata come nagar panchayat, di 26.270 abitanti, situata nel distretto di Dhar, nello stato federato del Madhya Pradesh. In base al numero di abitanti la città rientra nella classe III (da 20.000 a 49.999 persone).

## Geografia fisica
La città è situata a 22° 14' 26 N e 75° 27' 18 E.

## Società

### Evoluzione demografica
Al censimento del 2001 la popolazione di Dhamnod assommava a 26.270 persone, delle quali 13.726 maschi e 12.544 femmine. I bambini di età inferiore o uguale ai sei anni assommavano a 3.964, dei quali 2.126 maschi e 1.838 femmine. Infine, coloro che erano in grado di saper almeno leggere e scrivere erano 15.730, dei quali 9.369 maschi e 6.361 femmine.